# Elijah Wilson
Elijah Wilson (ur. 14 maja 1994 w Wilmington) – amerykański koszykarz, występujący na pozycji rzucającego obrońcy, obecnie zawodnik Polskiego Cukru Pszczółki Start Lublin.
25 czerwca 2020 podpisał kontrakt z MKS-em Dąbrowa Górnicza. 19 lipca 2021 został zawodnikiem włoskiego Openjobmetis Varese. 24 listopada 2021 dołączył do Polskiego Cukru Pszczółki Start Lublin.

## Osiągnięcia
Stan na 21 lutego 2022, na podstawie, o ile nie zaznaczono inaczej.
NCAA
- Uczestnik rozgrywek turnieju NCAA (2014, 2015)
- Mistrz:
  - turnieju konferencji Big South (2014, 2015)
  - sezonu regularnego konferencji Big South (2014)
- MVP turnieju Big South (2015)
- Zaliczony do:
  - I składu:
    - najlepszych pierwszorocznych zawodników Big South (2014)
    - turnieju:
      - Big South (2015)
      - College Insider.com (2016)

  - składu honorable Mention All-Big South  (2014, 2016)
- Lider konferencji Sun Belt w liczbie oddanych rzutów:
  - z gry (2017 – 493)
  - za 3 punkty (2017 – 305)

Drużynowe
- Mistrz Austrii (2019)
- Zdobywca:
  - Pucharu Austrii (2019)
  - Superpucharu Austrii (2018)[6]
- Finalista Pucharu Polski (2022)[7]

Indywidualne
- MVP[6]:
  - finałów ligi austriackiej (2019)
  - Superpucharu Austrii (2018)
- Zaliczony do I składu kolejki EBL (27. – 2020/2021)[8]
- Zwycięzca konkursu wsadów ligi austriackiej (2019)[6]